# Los Angeles Wolves
I Los Angeles Wolves furono un club calcistico statunitense di Los Angeles nato ed estintosi nel volgere di due stagioni. Campione della Lega United Soccer Association nel 1967, disputò nel 1968 la stagione d'esordio della North American Soccer League per poi sciogliersi alla fine del torneo.

## Storia
Il torneo della United Soccer Association (in pratica la NASL con un diverso nome, ma che conservava il diritto a fregiarsi del campionato di Prima Divisione su riconoscimento della FIFA) fu disputato nel 1967: quell'edizione della Lega fu disputata utilizzando squadre europee e sudamericane in rappresentanza di quelle della USA, che non avevano avuto tempo di riorganizzarsi dopo la scissione che aveva dato vita al campionato concorrente della National Professional Soccer League I; la squadra di Los Angeles fu rappresentata dagli inglesi del Wolverhampton (da cui il nome Wolves della squadra californiana, che adottò nel proprio logo il lupo della squadra inglese). I Wolves vinsero il torneo e divennero quindi i primi campioni nordamericani dell'era professionistica.
L'anno seguente la NPSL I rientrò nella USA e la Lega divenne la NASL. I Wolves furono ai nastri di partenza ma, a dispetto del fresco titolo di campioni, non andarono oltre il terzo posto della propria divisione e non si qualificarono ai playoff. Una media complessiva, nel biennio, di circa 5.000 spettatori per gara - in uno stadio vasto come il Coliseum, capace di contenerne all'epoca 100.000 - spinse la proprietà della franchigia ad abbandonare la NASL. Solo nel 1974, con l'avvento degli Aztecs, il calcio professionistico tornò a Los Angeles.
Nel 2014 è stato fondato un club quasi omonimo, con sede a Torrance, il L.A. Wolves FC, militante nella United Premier Soccer League.

## Palmarès

### Competizioni nazionali
- United Soccer Association: 1

1967